# Discoquattro
Li-be-llu-la è un mini 33 giri della cantante italiana Fiordaliso contenente quattro brani. Fu pubblicato all'inizio dell'estate 1984 dopo la partecipazione a Un disco per l'estate con il brano Li-be-llu-la.

## Tracce
LATO A
1. Li-be-llu-la (L.Albertelli-V.Malepasso)
2. Parliamo (duetto con Enzo Malepasso) (L.Albertelli-V.Malepasso)

LATO B
1. Piña Tropical (L.Albertelli-F.Cuffari-G.Belloni)
2. Fare l'amore (L.Albertelli-E.Riccardi)